# Dziektarzewo
Dziektarzewo – wieś w Polsce położona w województwie mazowieckim, w powiecie płońskim, w gminie Baboszewo.
Za Królestwa Polskiego istniała gmina Dziektarzewo. W latach 1954–1972 wieś należała i była siedzibą władz gromady Dziektarzewo. W latach 1975–1998 miejscowość administracyjnie należała do województwa ciechanowskiego.
W pobliżu wsi odnaleziono ślady osadnictwa z początków naszej ery.
We wsi wznosi się gotycki, murowany kościół z II połowy XV w., przebudowany. Wyposażenie wnętrza częściowo barokowe. Na południowej ścianie zegar słoneczny z 1842 r. autorstwa W.B. Jastrzębowskiego. Dzwonnica murowana z XIX wieku. Na cmentarzu kościelnym piękne stare drzewa. W pobliżu wsi, idąc w górę rzeki Wkry, rozciąga się na obszarze 6 ha 170-letni las uznany za rezerwat przyrody. 
Niedaleko kościoła znajdował się dwór z II połowy XIX wieku. Po wojnie jedna połowa została rozebrana, a w 2016 roku pozostałości dworu zostały rozebrane.